# Chì(II) oxide
Chì(II) oxide, còn gọi là oxide chì(II) là một hợp chất vô cơ có công thức hóa học PbO. Chì(II) oxide có hai dạng thù hình: đỏ (có cấu trúc tinh thể bốn phương) và vàng (có cấu trúc tinh thể trực thoi). Cả hai dạng thù hình này đều tồn tại trong tự nhiên dưới dạng khoáng chất: dạng đỏ gọi là litharge còn dạng màu vàng gọi là massicot.

## Điều chế và cấu trúc
PbO được điều chế bằng cách nung nóng chì lên 600 ℃. Hoặc người ta có tể dùng nhiệt để phân hủy chì(II) nitrat hoặc chì(II) cacbonat:
2Pb(NO3)2 → 2PbO + 4NO2↑ + O2
PbCO3 → PbO + CO2↑
Bằng phương pháp nhiễu xạ tia X trên tinh thể, người ta khám phá nguyên tử Pb là một tâm phối trí bốn hình chóp. Điều này cho thấy có cặp điện tử không chia hoạt động lập thể.

## Phản ứng
Sự chuyển đổi giữa hai dạng thù hình đỏ và vàng gây ra sự thay đổi nhỏ entanpi: PbO (đỏ) → PbO (vàng) ΔH = 1,6 kJ/mol
PbO là một chất lưỡng tính, có nghĩa là nó có thể tác dụng với cả acid và base. Với acid, nó tạo thành muối Pb2+ qua nhóm trung gian oxo như [Pb6O(OH)6]4+. Với base mạnh, PbO hòa tan tạo thành muốn plumbit(II): PbO + H2O + OH- → [Pb(OH)3]-